# Macroglossum moecki
Macroglossum moecki is een vlinder uit de familie van de pijlstaarten (Sphingidae). De wetenschappelijke naam van de soort werd in 1969 gepubliceerd door Rutimeyer.